# Luuk Schröder
Luuk Schröder (Utrecht, 25 mei 1987) is een Nederlandse kunstenaar. Hij is opgeleid aan de Gerrit Rietveld Academie in Amsterdam en de Slade School of Fine Art in Londen. 

## Prijzen
- 2013 - Szpilman Award voor het werk Untitled (passport)